# Correspondence de Stockholm
Correspondance de Stockholm var en franskspråkig tidning utgiven från 18 januari 1869 till 31 december 1875, Tidningen gavs ut av  Svenska Telegrambyrån.

## Redaktion
Tidningen gavs ut av Svenska Telegrambyråns grundläggare A. H. E. Fich. Medarbetaren telegrafassistenten Jakob von Utfall erhöll utgivningsbevisför tidningen 13 februari 1869. Bland övriga medarbetare må  nämnas aktuarien J. A. C. Hellstenius och lektor Joseph Müller. Utgivningsfrekvens till 30 juni 1870 1-2 per vecka sedan 1 gång i veckan.  Litografier av S. A. Peterson. Av årgången 1870 utkom blott första halvåret. Tidningen hade bilagor som kom ut oregelbundet.

## Tryckning
Tidningen trycktes med antikva men med skrivstil och den skrevs på franska. Tidningen hade 1–2 sidor i folio 1869–1871 och sedan 2–4 sidor i folio 1872–1875. Uppgifter om tryckeri saknas.